# Lijst van voetbalinterlands Brazilië - Chili (vrouwen)
Deze lijst van voetbalinterlands is een overzicht van alle officiële voetbalinterlands tussen de nationale vrouwenteams van Brazilië en Chili. De landen hebben tot nu toe zestien keer tegen elkaar gespeeld.

## Wedstrijden
| №  | Plaats        | Datum             | Competitie                                     | Wedstrijd        | Uitslag            |
| -- | ------------- | ----------------- | ---------------------------------------------- | ---------------- | ------------------ |
| 1  | Maringá       | 28 april 1991     | Sudamericano Femenino 1991                     | Brazilië − Chili | 6 − 1              |
| 2  | Uberlândia    | 10 januari 1995   | Sudamericano Femenino 1995                     | Brazilië − Chili | 6 − 1              |
| 3  | Mar del Plata | 10 maart 1998     | Sudamericano Femenino 1998                     | Brazilië − Chili | 7 − 0              |
| 4  | São Paulo     | 9 december 2009   | International Women's Football Tournament 2009 | Brazilië − Chili | 3 − 1              |
| 5  | Quito         | 21 november 2010  | Sudamericano Femenino 2010                     | Chili − Brazilië | 1 − 3              |
| 6  | Maceió        | 14 mei 2011       | Vriendschappelijk                              | Brazilië − Chili | 3 − 0              |
| 7  | São Paulo     | 11 december 2011  | International Women's Football Tournament 2011 | Brazilië − Chili | 4 − 0              |
| 8  | Brasilia      | 12 december 2013  | International Women's Football Tournament 2013 | Brazilië − Chili | 2 − 0              |
| 9  | Brasilia      | 22 december 2013  | International Women's Football Tournament 2013 | Brazilië − Chili | 5 − 0              |
| 10 | Cuenca        | 18 september 2014 | Copa América 2014                              | Chili − Brazilië | 0 − 2              |
| 11 | Ovalle        | 25 november 2017  | Vriendschappelijk                              | Chili − Brazilië | 0 − 4              |
| 12 | La Serena     | 28 november 2017  | Vriendschappelijk                              | Chili − Brazilië | 0 − 3              |
| 13 | La Serena     | 16 april 2018     | Copa América 2018                              | Brazilië − Chili | 3 − 1              |
| 14 | São Paulo     | 1 september 2019  | International Women's Football Tournament 2019 | Brazilië − Chili | 0 − 0 (n.p. 4 - 5) |
| 15 | Manaus        | 1 december 2021   | International Women's Football Tournament 2021 | Brazilië − Chili | 2 − 0              |
| 16 | Brasilia      | 2 juli 2023       | Vriendschappelijk                              | Brazilië − Chili | 4 − 0              |

## Samenvatting
| Competitie                                | Totaal gespeeld | Winst Brazilië | Gelijk | Winst Chili | Doelsaldo Brazilië – Chili |
| ----------------------------------------- | --------------- | -------------- | ------ | ----------- | -------------------------- |
| Sudamericano Femenino / Copa América      | 6               | 6              | 0      | 0           | 27 − 4                     |
| International Women's Football Tournament | 6               | 5              | 1      | 0           | 16 − 1                     |
| Vriendschappelijk                         | 4               | 4              | 0      | 0           | 14 − 0                     |
| Totaal                                    | 16              | 15             | 1      | 0           | 57 − 5                     |